# 1691
Il 1691 (MDCXCI in numeri romani) è un anno  del XVII secolo.

## Eventi
- 19 agosto – Battaglia di Slankamen: Nel corso della Guerra austro-turca, le truppe imperiali austriache sconfiggono nettamente quelle turche ottomane.
- 3 ottobre – A Limerick, in Irlanda, viene firmato il trattato di Limerick, che pone fine alla guerra tra i Giacobiti ed i sostenitori di Guglielmo III d'Orange.

### In corso
- Guerra della Grande Alleanza (1688-1697)

## Nati

### Gennaio
- 16 gennaio - Peter Scheemakers, scultore fiammingo († 1781)
- 21 gennaio - Ippolito Rossi, nobile e vescovo cattolico italiano († 1775)
- 23 gennaio - Jacques-Guillaume Van Blarenberghe, pittore francese († 1742)
- 27 gennaio - Cristiano Ulrico II di Württemberg-Wilhelminenort, generale prussiano († 1734)

### Febbraio
- 2 febbraio - Martin Berteau, violoncellista e compositore francese († 1771)
- 2 febbraio - Mario Bolognetti, cardinale italiano († 1756)
- 3 febbraio - George Lillo, scrittore e drammaturgo inglese († 1739)
- 27 febbraio - Edward Cave, editore e tipografo inglese († 1754)

### Marzo
- 1º marzo - Domenico Vandelli, scienziato, cartografo e matematico italiano († 1754)
- 4 marzo - Pierre-Herman Dosquet, vescovo cattolico belga († 1777)
- 7 marzo - Francesco Alborea, violoncellista e compositore italiano († 1739)
- 16 marzo - Francesco Lanfreschi, arcivescovo cattolico italiano († 1754)
- 20 marzo - Dorotea Guglielmina di Sassonia-Zeitz, duchessa († 1743)
- 22 marzo - Philipp von Stosch, antiquario prussiano († 1757)
- 28 marzo - Charles Emil Lewenhaupt, generale svedese († 1743)

### Aprile
- 2 aprile - Cristiano Ernesto di Stolberg-Wernigerode, politico e nobile tedesco († 1771)
- 5 aprile - Luigi VIII d'Assia-Darmstadt, nobile († 1768)
- 8 aprile - Jacopo Linussio, imprenditore italiano († 1747)
- 19 aprile - Nicola Tagliacozzi Canale, architetto, ingegnere e incisore italiano († 1763)
- 23 aprile - René Hérault, politico, magistrato e nobile francese († 1739)
- 23 aprile - Johann Friedrich Weidler, matematico e fisico tedesco († 1755)
- 27 aprile - Augusto di Schwarzburg-Sondershausen, principe († 1750)
- 28 aprile - Josef Antonín Planický, compositore boemo († 1732)

### Giugno
- 2 giugno - Niccolò Nasoni, pittore e architetto italiano († 1773)
- 3 giugno - Philipp Josef von Orsini-Rosenberg, diplomatico e politico austriaco († 1765)
- 8 giugno - James Cecil, V conte di Salisbury, nobile e politico inglese († 1728)
- 17 giugno - Giovanni Paolo Pannini, pittore, architetto e scenografo italiano († 1765)
- 17 giugno - Giorgio Augusto di Erbach-Schönberg, nobile tedesco († 1758)
- 20 giugno - Pietro Antonio Magatti, pittore italiano († 1767)

### Luglio
- 24 luglio - Harry Powlett, IV duca di Bolton, politico inglese († 1759)

### Agosto
- 5 agosto - Charles d'Orléans de Rothelin, numismatico, teologo e presbitero francese († 1744)
- 8 agosto - Paolo della Silva y Rido, nobile, politico e giurista italiano († 1789)
- 17 agosto - Johann Christian Kirchner, scultore tedesco († 1732)
- 25 agosto - Alessandro Galilei, architetto italiano († 1737)
- 27 agosto - Giovanni Battista Baratta, vescovo cattolico italiano († 1748)
- 28 agosto - Domëne Moling, scultore austriaco († 1761)
- 28 agosto - Elisabetta Cristina di Brunswick-Wolfenbüttel († 1750)

### Settembre
- 3 settembre - Antonio Maria Arduini, vescovo cattolico italiano († 1777)
- 3 settembre - Armande Félice de La Porte Mazarin, nobildonna francese († 1729)
- 3 settembre - Ana Maria de Lorena, nobildonna portoghese († 1761)
- 20 settembre - Giovanni Francesco Crivelli, matematico e religioso italiano († 1743)
- 22 settembre - Louis-Philippe de Rigaud de Vaudreuil, generale francese († 1763)
- 29 settembre - Richard Challoner, vescovo cattolico, scrittore e insegnante inglese († 1781)

### Ottobre
- 18 ottobre - Edvige Federica di Württemberg-Veltingen, principessa tedesca († 1752)
- 20 ottobre - Caterina Ivanovna Romanova, principessa russa († 1733)

### Novembre
- 1º novembre - Girolamo Birago, scrittore, commediografo e poeta italiano († 1773)
- 9 novembre - Anton Francesco Gori,  italiano († 1757)
- 10 novembre - Guglielmo Enrico di Sassonia-Eisenach, duca († 1741)
- 11 novembre - Peregrine Osborne, III duca di Leeds, nobile e politico inglese († 1731)

### Dicembre
- 10 dicembre - Decio Frascadore, pittore italiano († 1772)

### Senza giorno specificato
- Thomas Amory, scrittore irlandese († 1788)
- Giorgio Borghese, politico italiano († 1766)
- Giovanni Battista Chiappe, pittore italiano († 1768)
- Thomas Cochrane, VIII conte di Dundonald, ufficiale e politico scozzese († 1778)
- Francesco Feo, compositore italiano († 1761)
- Andrea Gerini, nobile e mecenate italiano († 1766)
- Louis Homet, cantore e compositore francese († 1767)
- Samuel Johnson, drammaturgo inglese († 1773)
- Henry Lee I, militare britannico († 1747)
- Thomas Lumley-Saunderson, III conte di Scarbrough, ufficiale e politico inglese († 1752)
- Philip Miller, botanico inglese († 1771)
- Litterio Paladino, incisore e pittore italiano († 1743)
- Joseph Charles Roëttiers, medaglista francese († 1779)
- Ferdinando Ruggieri, architetto italiano († 1741)
- Bartolomeo Terchi, ceramista italiano († 1766)
- Francesco Emanuele Valguarnera, nobile, politico e militare italiano († 1770)

## Morti

### Gennaio
- 9 gennaio - Andrea Peschiulli, poeta italiano (n. 1601)
- 10 gennaio - Wolf Caspar von Klengel, architetto e ingegnere tedesco (n. 1630)
- 13 gennaio - George Fox, predicatore inglese (n. 1624)
- 17 gennaio - Richard Lower, medico britannico (n. 1631)
- 19 gennaio - Giacinto Brandi, pittore italiano (n. 1621)
- 23 gennaio - Guglielmo Maurizio di Nassau-Siegen, principe tedesco (n. 1649)
- 29 gennaio - Asai Ryōi, scrittore giapponese (n. 1612)
- 29 gennaio - François de Rouxel de Médavy, arcivescovo cattolico francese (n. 1604)

### Febbraio
- 1º febbraio - Papa Alessandro VIII, papa, vescovo cattolico e cardinale italiano (n. 1610)
- 2 febbraio - Alessandro II Pico della Mirandola, nobile e militare italiano (n. 1631)
- 4 febbraio - Antonio Masini, letterato italiano (n. 1599)
- 7 febbraio - Paolo Naldini, scultore italiano (n. 1616)
- 8 febbraio - Carlo Rainaldi, architetto italiano (n. 1611)
- 20 febbraio - Juan Francisco de la Cerda, politico spagnolo (n. 1637)
- 21 febbraio - Antonio Bichi, cardinale e vescovo cattolico italiano (n. 1614)

### Marzo
- 11 marzo - Giulio Spinola, cardinale e arcivescovo cattolico italiano (n. 1612)
- 15 marzo - Giovanni Pietro d'Altemps, III duca di Gallese, nobile italiano (n. 1607)
- 16 marzo - Elizabeth Somerset, nobile britannica (n. 1634)
- 19 marzo - Nicholas De Mayer, politico tedesco (n. 1635)
- 20 marzo - Alonso De León, esploratore spagnolo
- 25 marzo - Juan de Rocamora, generale spagnolo (n. 1618)

### Aprile
- 2 aprile - Charles François d'Angennes, corsaro, nobile e funzionario francese (n. 1648)
- 3 aprile - Jean Petitot, pittore svizzero (n. 1607)
- 13 aprile - Melchor de Navarra y Rocafull,  spagnolo (n. 1626)
- 21 aprile - George Howard, IV conte di Suffolk, nobile inglese (n. 1625)
- 22 aprile - Raimondo Capizucchi, cardinale italiano (n. 1615)
- 23 aprile - Jean-Henri d'Anglebert, compositore, organista e clavicembalista francese (n. 1629)
- 27 aprile - Lorenzo Crasso, nobile, letterato e poeta italiano (n. 1623)
- 29 aprile - Giacomo Ruffo, arcivescovo cattolico italiano (n. 1618)
- 29 aprile - Kaspar Jodok von Stockalper, mercante svizzero (n. 1609)

### Maggio
- 10 maggio - José de Echevarría, presbitero e organaro spagnolo
- 13 maggio - William Faithorne, incisore e pittore inglese (n. 1616)
- 16 maggio - Jacob Leisler, mercante, rivoluzionario e politico tedesco (n. 1640)
- 23 maggio - Adrien Auzout, astronomo francese (n. 1622)
- 26 maggio - Cornelis Tromp, ammiraglio olandese (n. 1629)

### Giugno
- 6 giugno - John Flavel, religioso britannico (n. 1620)
- 9 giugno - Charles Maitland, III conte di Lauderdale, politico e nobile scozzese (n. 1620)
- 22 giugno - Solimano II, sultano ottomano (n. 1642)

### Luglio
- 2 luglio - Marc'Antonio Pasqualini, cantante e compositore italiano (n. 1614)
- 10 luglio - Giacinto Platania, pittore, decoratore e ingegnere italiano (n. 1612)
- 16 luglio - François Michel Le Tellier de Louvois, politico francese (n. 1641)
- 26 luglio - Henry Cavendish, II duca di Newcastle-upon-Tyne, politico inglese (n. 1630)
- 30 luglio - Daniel Georg Morhof, poeta e critico letterario tedesco (n. 1639)

### Agosto
- 2 agosto - Federico I di Sassonia-Gotha-Altenburg, nobile tedesco (n. 1646)
- 7 agosto - Livio Mehus, pittore fiammingo (n. 1627)
- 8 agosto - François Verwilt, pittore e disegnatore olandese (n. 1620)
- 14 agosto - Richard Talbot, militare e politico irlandese (n. 1639)
- 19 agosto - Köprülü Fazıl Mustafa Pascià, militare ottomano (n. 1637)
- 25 agosto - Filippo Carlo d'Arenberg, duca belga (n. 1663)

### Settembre
- 10 settembre - Veronica Cybo-Malaspina, nobildonna italiana (n. 1611)
- 12 settembre - Giovanni Giorgio III di Sassonia, nobile tedesco (n. 1647)
- 17 settembre - Abraham Hondius, pittore, disegnatore e incisore olandese
- 18 settembre - Gianfrancesco Ginetti, cardinale e arcivescovo cattolico italiano (n. 1626)
- 29 settembre - Johann Karl von Frankenstein, vescovo cattolico tedesco (n. 1610)

### Ottobre
- 4 ottobre - Louis Abelly, vescovo cattolico e teologo francese (n. 1604)
- 4 ottobre - Federico Baldeschi Colonna, cardinale italiano (n. 1625)
- 6 ottobre - Johan Jacob Ferguson, matematico olandese (n. 1630)
- 11 ottobre - Israel Silvestre, incisore, insegnante e editore francese (n. 1621)
- 15 ottobre - Paul Mignard, pittore e incisore francese (n. 1639)
- 18 ottobre - Cristiano I di Sassonia-Merseburg, duca (n. 1615)
- 20 ottobre - Isaac de Benserade, poeta e librettista francese (n. 1613)

### Novembre
- 1º novembre - Placido Spadafora, grammatico e gesuita italiano (n. 1628)
- 11 novembre - Bonawentura Madaliński, vescovo cattolico polacco (n. 1620)
- 15 novembre - Aelbert Cuyp, pittore olandese (n. 1620)
- 21 novembre - Francis Couper, scrittore olandese (n. 1629)

### Dicembre
- 1º dicembre - Louis Henri de Pardaillan de Gondrin, nobiluomo francese (n. 1640)
- 8 dicembre - Richard Baxter, religioso britannico (n. 1615)
- 20 dicembre - Alberto Caprara, letterato e diplomatico italiano (n. 1627)
- 30 dicembre - Robert Boyle, chimico, fisico e inventore irlandese (n. 1627)

### Senza giorno specificato
- Matteo di San Giuseppe, botanico, medico e linguista italiano (n. 1612)
- Johannes Bredenburg, filosofo olandese (n. 1643)
- Orazio Capuana Yaluna, poeta italiano (n. 1612)
- Bartolomeo Caravoglia, pittore italiano (n. 1620)
- Miron Costin, politico e storico moldavo (n. 1633)
- Giovanni Giacomo De Rossi, editore italiano (n. 1627)
- João Ferreira de Almeida, religioso portoghese (n. 1628)
- Judith Gigault de Bellefonds, religiosa francese (n. 1611)
- Juan Bautista Juanini, scienziato spagnolo (n. 1636)
- Antoine Le Pautre, architetto, decoratore e incisore francese (n. 1621)
- George Legge, I barone Dartmouth, ammiraglio inglese (n. 1647)
- Saverio Musmeci, ingegnere italiano (n. 1633)
- Gurij Nikitin, pittore russo (n. 1620)
- Cillo Palermo, poeta e scrittore italiano (n. 1609)
- Edward Pococke, biblista, orientalista e ebraista inglese (n. 1604)
- Elizabeth Polwheele, drammaturga inglese (n. 1651)
- John Riley, pittore britannico (n. 1646)
- Girolamo Rocca, giurista italiano
- Francis Rombouts, politico belga (n. 1631)
- Nicolaes van Verendael, pittore fiammingo (n. 1640)
- Giacomo Vianol, vescovo cattolico italiano (n. 1598)
- Marie de Hautefort,  francese (n. 1616)

## Calendario
| Calendario 1691 | Calendario 1691 | Calendario 1691 | Calendario 1691 | Calendario 1691 | Calendario 1691 | Calendario 1691 | Calendario 1691 | Calendario 1691 | Calendario 1691 | Calendario 1691 | Calendario 1691 | Calendario 1691 | Calendario 1691 | Calendario 1691 | Calendario 1691 | Calendario 1691 | Calendario 1691 | Calendario 1691 | Calendario 1691 | Calendario 1691 | Calendario 1691 | Calendario 1691 | Calendario 1691 | Calendario 1691 | Calendario 1691 | Calendario 1691 | Calendario 1691 | Calendario 1691 | Calendario 1691 | Calendario 1691 | Calendario 1691 | Calendario 1691 |
| --------------- | --------------- | --------------- | --------------- | --------------- | --------------- | --------------- | --------------- | --------------- | --------------- | --------------- | --------------- | --------------- | --------------- | --------------- | --------------- | --------------- | --------------- | --------------- | --------------- | --------------- | --------------- | --------------- | --------------- | --------------- | --------------- | --------------- | --------------- | --------------- | --------------- | --------------- | --------------- | --------------- |
|                 | 1               | 2               | 3               | 4               | 5               | 6               | 7               | 8               | 9               | 10              | 11              | 12              | 13              | 14              | 15              | 16              | 17              | 18              | 19              | 20              | 21              | 22              | 23              | 24              | 25              | 26              | 27              | 28              | 29              | 30              | 31              |                 |
| Gennaio         | Lu              | Ma              | Me              | Gi              | Ve              | Sa              | Do              | Lu              | Ma              | Me              | Gi              | Ve              | Sa              | Do              | Lu              | Ma              | Me              | Gi              | Ve              | Sa              | Do              | Lu              | Ma              | Me              | Gi              | Ve              | Sa              | Do              | Lu              | Ma              | Me              |                 |
| Febbraio        | Gi              | Ve              | Sa              | Do              | Lu              | Ma              | Me              | Gi              | Ve              | Sa              | Do              | Lu              | Ma              | Me              | Gi              | Ve              | Sa              | Do              | Lu              | Ma              | Me              | Gi              | Ve              | Sa              | Do              | Lu              | Ma              | Me              |                 |                 |                 |                 |
| Marzo           | Gi              | Ve              | Sa              | Do              | Lu              | Ma              | Me              | Gi              | Ve              | Sa              | Do              | Lu              | Ma              | Me              | Gi              | Ve              | Sa              | Do              | Lu              | Ma              | Me              | Gi              | Ve              | Sa              | Do              | Lu              | Ma              | Me              | Gi              | Ve              | Sa              |                 |
| Aprile          | Do              | Lu              | Ma              | Me              | Gi              | Ve              | Sa              | Do              | Lu              | Ma              | Me              | Gi              | Ve              | Sa              | Do              | Lu              | Ma              | Me              | Gi              | Ve              | Sa              | Do              | Lu              | Ma              | Me              | Gi              | Ve              | Sa              | Do              | Lu              |                 |                 |
| Maggio          | Ma              | Me              | Gi              | Ve              | Sa              | Do              | Lu              | Ma              | Me              | Gi              | Ve              | Sa              | Do              | Lu              | Ma              | Me              | Gi              | Ve              | Sa              | Do              | Lu              | Ma              | Me              | Gi              | Ve              | Sa              | Do              | Lu              | Ma              | Me              | Gi              |                 |
| Giugno          | Ve              | Sa              | Do              | Lu              | Ma              | Me              | Gi              | Ve              | Sa              | Do              | Lu              | Ma              | Me              | Gi              | Ve              | Sa              | Do              | Lu              | Ma              | Me              | Gi              | Ve              | Sa              | Do              | Lu              | Ma              | Me              | Gi              | Ve              | Sa              |                 |                 |
| Luglio          | Do              | Lu              | Ma              | Me              | Gi              | Ve              | Sa              | Do              | Lu              | Ma              | Me              | Gi              | Ve              | Sa              | Do              | Lu              | Ma              | Me              | Gi              | Ve              | Sa              | Do              | Lu              | Ma              | Me              | Gi              | Ve              | Sa              | Do              | Lu              | Ma              |                 |
| Agosto          | Me              | Gi              | Ve              | Sa              | Do              | Lu              | Ma              | Me              | Gi              | Ve              | Sa              | Do              | Lu              | Ma              | Me              | Gi              | Ve              | Sa              | Do              | Lu              | Ma              | Me              | Gi              | Ve              | Sa              | Do              | Lu              | Ma              | Me              | Gi              | Ve              |                 |
| Settembre       | Sa              | Do              | Lu              | Ma              | Me              | Gi              | Ve              | Sa              | Do              | Lu              | Ma              | Me              | Gi              | Ve              | Sa              | Do              | Lu              | Ma              | Me              | Gi              | Ve              | Sa              | Do              | Lu              | Ma              | Me              | Gi              | Ve              | Sa              | Do              |                 |                 |
| Ottobre         | Lu              | Ma              | Me              | Gi              | Ve              | Sa              | Do              | Lu              | Ma              | Me              | Gi              | Ve              | Sa              | Do              | Lu              | Ma              | Me              | Gi              | Ve              | Sa              | Do              | Lu              | Ma              | Me              | Gi              | Ve              | Sa              | Do              | Lu              | Ma              | Me              |                 |
| Novembre        | Gi              | Ve              | Sa              | Do              | Lu              | Ma              | Me              | Gi              | Ve              | Sa              | Do              | Lu              | Ma              | Me              | Gi              | Ve              | Sa              | Do              | Lu              | Ma              | Me              | Gi              | Ve              | Sa              | Do              | Lu              | Ma              | Me              | Gi              | Ve              |                 |                 |
| Dicembre        | Sa              | Do              | Lu              | Ma              | Me              | Gi              | Ve              | Sa              | Do              | Lu              | Ma              | Me              | Gi              | Ve              | Sa              | Do              | Lu              | Ma              | Me              | Gi              | Ve              | Sa              | Do              | Lu              | Ma              | Me              | Gi              | Ve              | Sa              | Do              | Lu              |                 |